# Dream with You/Poppin' Up!/DIVE!
《Dream with You/Poppin' Up!/DIVE!》是電視動畫《Love Live! 虹咲學園學園偶像同好會》的插入曲，於2020年11月18日發售。此單曲對應劇情中每話的演唱者，共分成三種版本，分別為上原步夢盤、中須霞盤和優木雪菜盤。

## 概要
本單曲為電視動畫《Love Live! 虹咲學園學園偶像同好會》的插入曲。其中〈Dream with You〉、〈Poppin' Up!〉、〈DIVE!〉為動畫第1、2、3話的插曲，分別由上原步夢（聲：大西亞玖璃）、中須霞（聲：相良茉優）、優木雪菜（聲：楠木灯）演唱。

## 收錄曲目
三種版本的曲目皆相同，所以不分別列舉。
收錄內容
1. Dream with You
  - 作詞：Ayaka Miyake，作曲、編曲：mitsuyuki miyake、Carlos K.
  - 歌：上原步夢（大西亞玖璃）
  - 電視動畫《Love Live! 虹咲學園學園偶像同好會》第1話插曲。

2. Poppin' Up!
  - 作詞：Ayaka Miyake，作曲：，編曲：繩田寿志
  - 歌：中須霞（相良茉優）
  - 電視動畫《Love Live! 虹咲學園學園偶像同好會》第2話插曲。

3. DIVE!
  - 作詞：Ayaka Miyake，作曲：MOMIKEN，編曲：tasuku
  - 歌：優木雪菜（楠木灯）
  - 電視動畫《Love Live! 虹咲學園學園偶像同好會》第3話插曲。

4. Dream with You (Off Vocal)
5. Poppin' Up! (Off Vocal)
6. DIVE! (Off Vocal)